# Pelargoderus flavicornis
Pelargoderus flavicornis är en skalbaggsart som beskrevs av Charles Joseph Gahan 1888. Pelargoderus flavicornis ingår i släktet Pelargoderus och familjen långhorningar. Inga underarter finns listade i Catalogue of Life.